# Силистранска област
Силистранска област (буг. Област Силистра) се налази у североисточном делу Бугарске. Ова област заузима површину од 2,846 km² и има 142.000 становника. Административни центар Силистранске области је град Силистра.

## Списак насељених места у Силистранској области
Градови су подебљани

### Општина Алфатар
Алеково,
Алфатар,
Бистра,
Васил Левски,
Кутловица,
Цар Асен,
Чуковец

### Општина Главиница
Баштино,
Богданци,
Валкан,
Главиница,
Дичево,
Долно Рјахово,
Зафирово,
Звенимир,
Зебил,
Зарица,
Калугерене,
Коларово,
Косара,
Листец,
Мали Преславец,
Ножарево,
Осен,
Падина,
Подлес,
Сокол,
Стефан Караџа,
Суходол,
Черногор

### Општина Дулово
Боил,
Водно,
Вокил,
Врбино,
Грнчарово,
Долец,
Дулово,
Златоклас,
Козјак,
Колобар,
Межден,
Овен,
Окорш,
Орешене,
Паисиево,
Полковник Таслаково,
Поројно,
Правда,
Прохлада,
Раздел,
Рујно,
Секулово,
Скала,
Черковна,
Чернолик,
Черник,
Јаребица

### Општина Кајнарџа
Војново,
Голеш,
Господиново,
Давидово,
Добруџанка,
Зарник,
Кајнарџа,
Каменци,
Краново,
Полковник Чолаково,
Попрусаново,
Посев,
Светослав,
Средиште,
Стрелково

### Општина Силистра
Ајдемир,
Бабук,
Богорово,
Брадвари,
Балгарка,
Ветрен,
Главан,
Јорданово,
Казимир,
Калипетрово,
Полковник Ламбриново,
Попкралево,
Професор Иширково,
Силистра,
Смилец,
Срацимир,
Сребарна,
Српово,
Ценович

### Општина Ситово
Босна,
Гарван,
Добротица,
Ирник,
Искра,
Љубен,
Нова Попина,
Пољана,
Попина,
Ситово,
Слатина,
Јастребна

### Општина Тутракан
Антимово,
Белица,
Бреница,
Варненци,
Дунавец,
Нова Черна,
Пожарево,
Преславци,
Старо Село,
Сјаново,
Тутракан,
Трновци,
Царев Дол,
Цар Самуил,
Шуменци